# Établissement urbain de Povenets
L'établissement urbain de Povenets (en russe : Ви́нницкое се́льское поселе́ние) est une entité municipale de Russie formée en 2004, du raïon de Medvejiegorsk dans la république de Carélie. Son siège administratif est la commune urbaine de Povenets.

## Géographie
L'établissement urbain se situe dans le raïon de Medvejiegorsk, un des raïons de la république de Carélie,,,,. Le raïon et la république se trouvent dans le nord de la Russie européenne.

## Population
Recensements (*) et estimations de la population,:
| 2010* | 2021* | 2023  | - |
| ----- | ----- | ----- | - |
| 3 315 | 2 809 | 2 755 | - |

## Localités
L'établissement urbain compte 18 localités (dont 5 localités incluses dans d'autres localités),,,.
| Nom                 | Nom russe        | Statut         | Population (2013) |
| ------------------- | ---------------- | -------------- | ----------------- |
| Verkhnieïe Volozero | Верхнее Волозеро | possiolok      | 90                |
| Gabselga            | Габсельга        | hameau         | 3                 |
| Lobskoïe            | Лобское          | hameau         | 4                 |
| Lobskoïe            | Лобское          | possiolok      | 6                 |
| Morskaïa Masselga   | Морская Масельга | possiolok      | 1                 |
| Novaïa Gabselga     | Новая Габсельга  | possiolok      | 234               |
| Povenets            | Повенец          | commue urbaine | 1776 (pop 2023)   |
| pri 1 chliouze BBK  | при 1 шлюзе ББК  | possiolok      |                   |
| pri 2 chliouze BBK  | при 2 шлюзе ББК  | possiolok      |                   |
| pri 3 chliouze BBK  | при 3 шлюзе ББК  | possiolok      |                   |
| pri 4 chliouze BBK  | при 4 шлюзе ББК  | possiolok      |                   |
| pri 5 chliouze BBK  | при 5 шлюзе ББК  | possiolok      |                   |
| pri 7 chliouze BBK  | при 7 шлюзе ББК  | possiolok      | 64                |
| pri 8 chliouze BBK  | при 8 шлюзе ББК  | possiolok      | 28                |
| pri 9 chliouze BBK  | при 9 шлюзе ББК  | possiolok      | 32                |
| Sosnovka            | Сосновка         | village        | 558               |
| Tikhvine Bor        | Тихвин Бор       | hameau         | 16                |
| Khizozero           | Хижозеро         | possiolok      | 2                 |